# Medelåldern
Medelåldern är levnadsåldern mellan ungdom och ålderdom. Många försök har gjorts för att definiera medelåldern. Enligt Collins Dictionary är det något som vanligtvis anses inträffa i åldrarna 40–60 år. Oxford English Dictionary ger en snarlik definition men en något senare startålder och menar att det är i åldrarna 45–65 år. US Census menar att medelåldern infaller i åldrarna 45 till 65 år, medan samhällsvetaren Erik H. Erikson menar att det handlar om åldrarna 40 till 65 år. Enligt Stora familjeläkarboken är övre medelåldern 50 till 70 år, då vissa sjukdomar brukar uppträda allt oftare. En Sifo-enkät 2014 angav medelåldern till runt 45–50 års ålder. Fler kvinnor anser, enligt en amerikansk undersökning, att medelåldern inträffar efter att man fyllt 50 år.
Det är en skillnad mellan kronologisk medelålder och biologisk medelålder, som kan vara mycket individuell och variera beroende på kön. Medellivslängden varierar också påtagligt mellan länder i världen.